# German Assault
German Assault è un EP dei Venom, pubblicato nei Paesi Bassi nel 1986 dalla Roadrunner Records.

## Tracce
Lato A
1. Nightmare - 3:23
2. Black Metal - 3:06
3. Too Loud - 2:06
4. Metro Radio-Interview With Alan Robson - 4:08

Lato B
1. Witching Hour - 3:30
2. Power Drive - 3:09
3. Buried Alive - 2:56

## Formazione
- Conrad "Cronos" Lant - voce, basso
- Jeffrey "Mantas" Dunn - chitarra
- Tony "Abaddon" Bray - batteria